# José Millán Astray
José Millán Astray (1850-7 de novembre de 1923) va ser un advocat, funcionari i escriptor espanyol, va ser el pare del militar i fundador de la Legión Española, José Millán-Astray y Terreros.

## Biografia

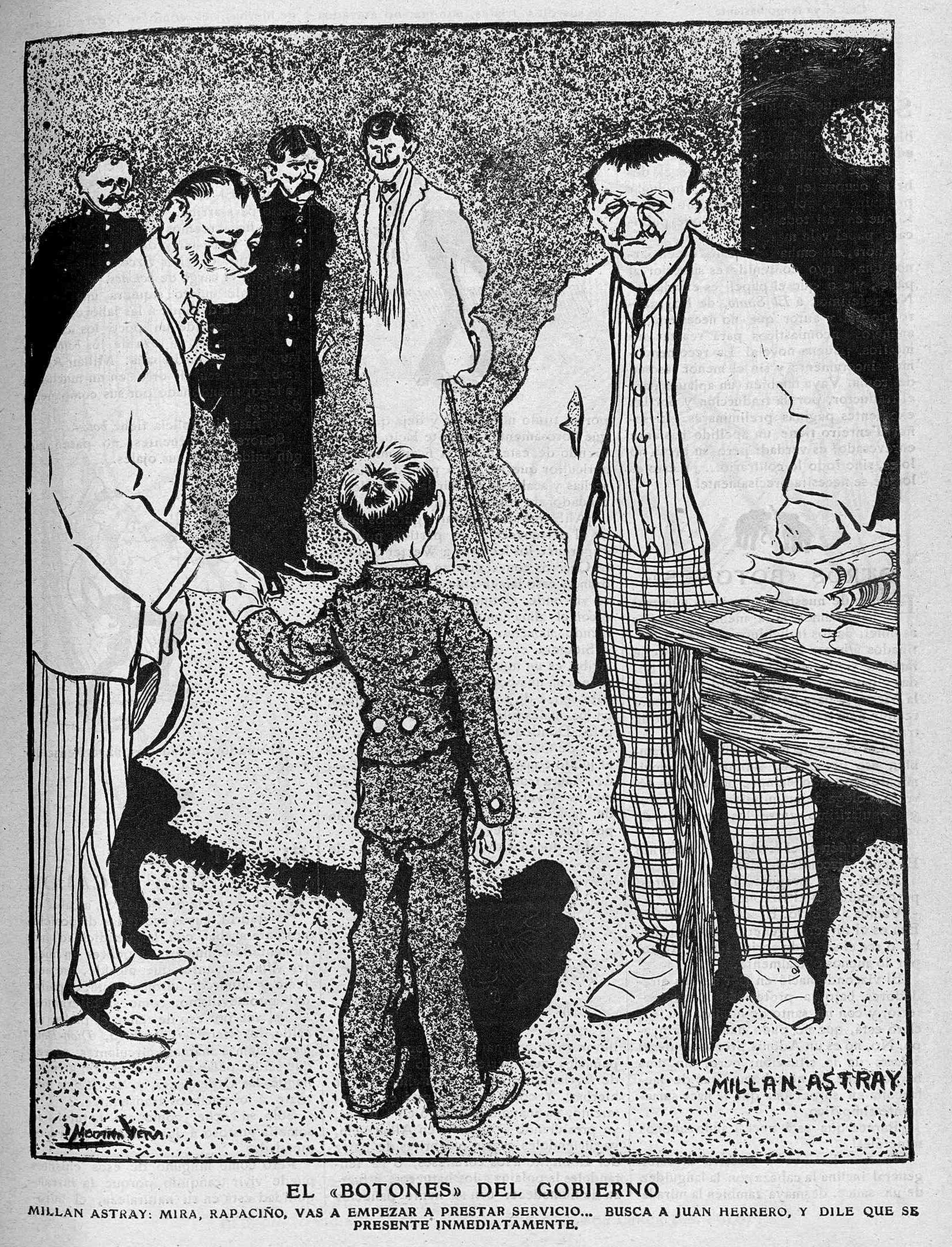
Caricatura de 1908 en la qual apareix Millán Astray

Va néixer a Santiago de Compostel·la en 1850. Advocat i escriptor, va ser cap del Cos d'Establiments Penals. Va escriure algunes obres de teatre i en 1883 va ser un dels fundadors del diari El Dia, entre els quals es va comptar també el marquès de Riscal. També va escriure per a altres publicacions periòdiques com El Correu Il·lustrat i Museu Criminal. Va tenir com a fills, amb Pilar Terreros, al militar José Millán-Astray[2] i a l'escriptora Pilar Millán-Astray., va ser director de la Presó Model de Madrid, quan va ocórrer el Crim del Carrer Fuencarral, on Luciana Bocino va morir i es va destapar la sospita que, sota la seva autoritat certs reclusos, previ pagament, eren deixats en llibertat unes hores. Va morir el 7 de novembre de 1923.